# Orodesminus polymastus
Orodesminus polymastus är en mångfotingart som beskrevs av Carl Graf Attems 1929. Orodesminus polymastus ingår i släktet Orodesminus och familjen Oxydesmidae. Inga underarter finns listade i Catalogue of Life.